# 小千谷駅
小千谷駅（おぢやえき）は、新潟県小千谷市東栄一丁目にある、東日本旅客鉄道（JR東日本）上越線の駅である。

## 歴史
- 1920年（大正9年）11月1日：国有鉄道上越北線（現：上越線）の宮内 - 当駅間開業の際に東小千谷駅（ひがしおぢやえき）として開業[1]。当時は魚沼鉄道（のちの魚沼線）に小千谷駅が既に存在した。
- 1921年（大正10年）8月5日：当駅 - 越後川口間が延伸開業し、途中駅となる。
- 1932年（昭和7年）8月1日：小千谷駅（おぢやえき）へ改称[3]。魚沼線の小千谷駅は半月前の1932年（昭和7年）7月15日に西小千谷駅に改称された。
- 1960年（昭和35年）
  - 3月末：ホームをかさ上げ[4]。
  - 10月6日：駅舎改築完工式挙行[5]。
- 1981年（昭和56年）6月5日：貨物の取り扱いを廃止[1]。
- 1985年（昭和60年）3月14日：荷物の扱いを廃止[1]。
- 1987年（昭和62年）4月1日：国鉄分割民営化に伴い、東日本旅客鉄道（JR東日本）の駅となる[1]。
- 2004年（平成16年）
  - 10月23日：新潟県中越地震により被災。
  - 12月27日：越後川口 - 越後滝谷間、上り線を使用した単線運転で上越線全線で運転再開。ただし、すべての夜行列車と半数以上の普通列車、貨物列車は運休。この間の小千谷駅は跨線橋を渡った3番線のみ使用。
- 2005年（平成17年）3月25日：越後川口 - 越後滝谷間の下り線が復旧し、上越線全線で複線運転を再開。夜行列車や、普通列車および貨物列車のほとんどが運転再開。
- 2011年（平成23年）
  - 1月20日：KIOSKが閉店する。
  - 1月26日から7月ごろにかけて[要出典]、駅舎内の改装が行われた。
- 2014年（平成26年）4月1日：ICカード「Suica」のサービスエリア拡大に伴い、新潟エリアの一部対応駅としてサービス開始[6]。

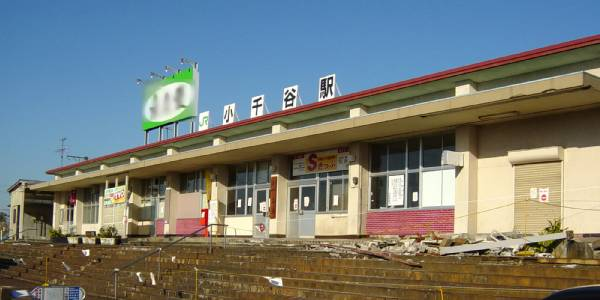
新潟県中越地震発生後の駅舎（2004年10月）

## 駅構造
単式ホーム2面2線を有する地上駅で、ホーム間は跨線橋で連絡している。駅の裏手には油圧機器の製造工場があるが、かつてはこの工場と上越線を結ぶ貨物専用線が存在した。
長岡駅が管理し、JR東日本新潟シティクリエイト（JENIC）が受託する業務委託駅である。駅構内には、有人改札口、みどりの窓口、自動券売機、簡易Suica改札機、屋内待合室、自動販売機、化粧室などが設置されている。

### のりば
| 番線 | 路線    | 方向 | 行先               |
| ---- | ------- | ---- | ------------------ |
| 1    | ■上越線 | 下り | 宮内・長岡方面     |
| 3    | ■上越線 | 上り | 小出・越後湯沢方面 |

付記事項
- 2番線は欠番である。
- 駅舎には小千谷警察署小千谷駅交番が入居している[8]。

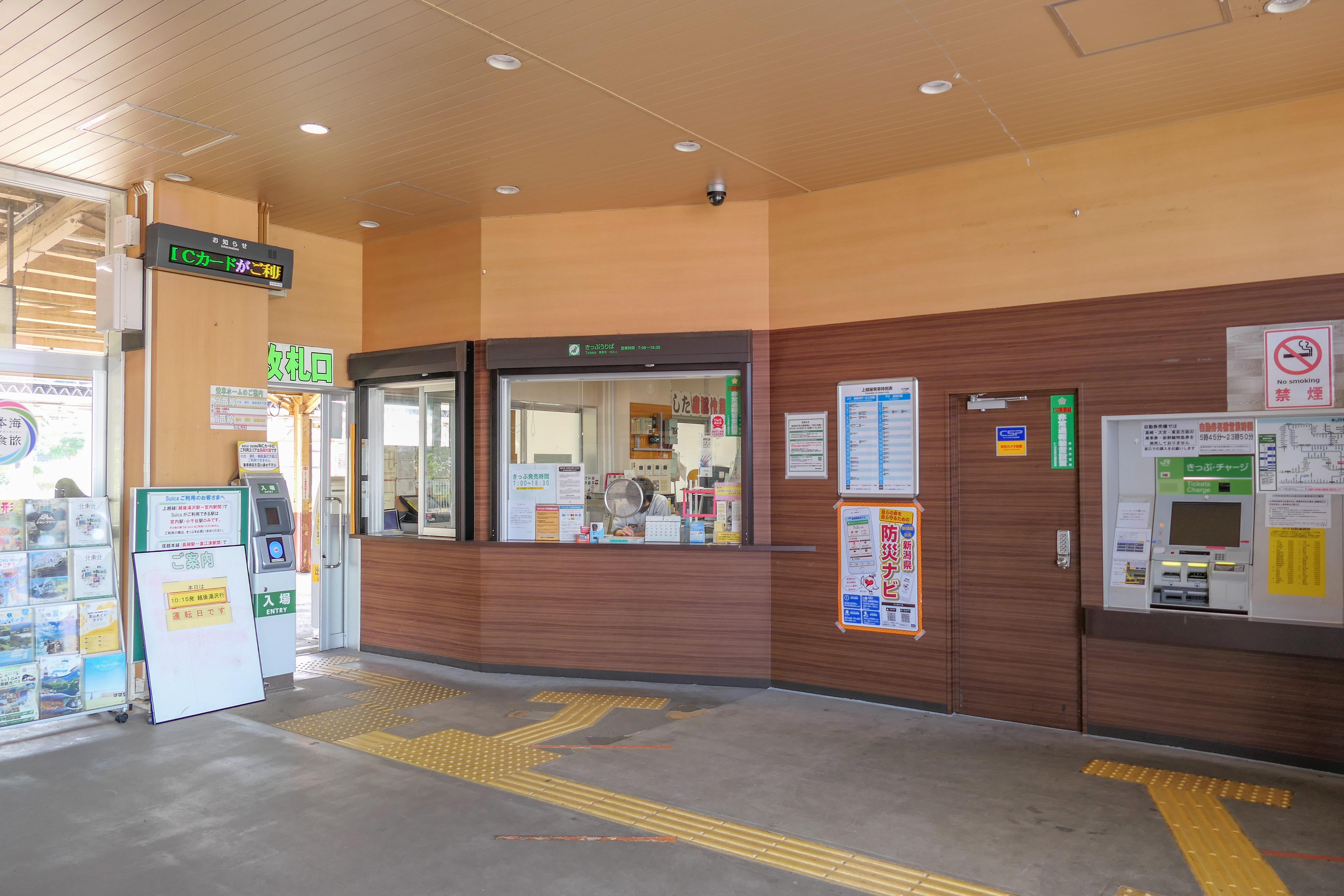
改札口（2022年7月）
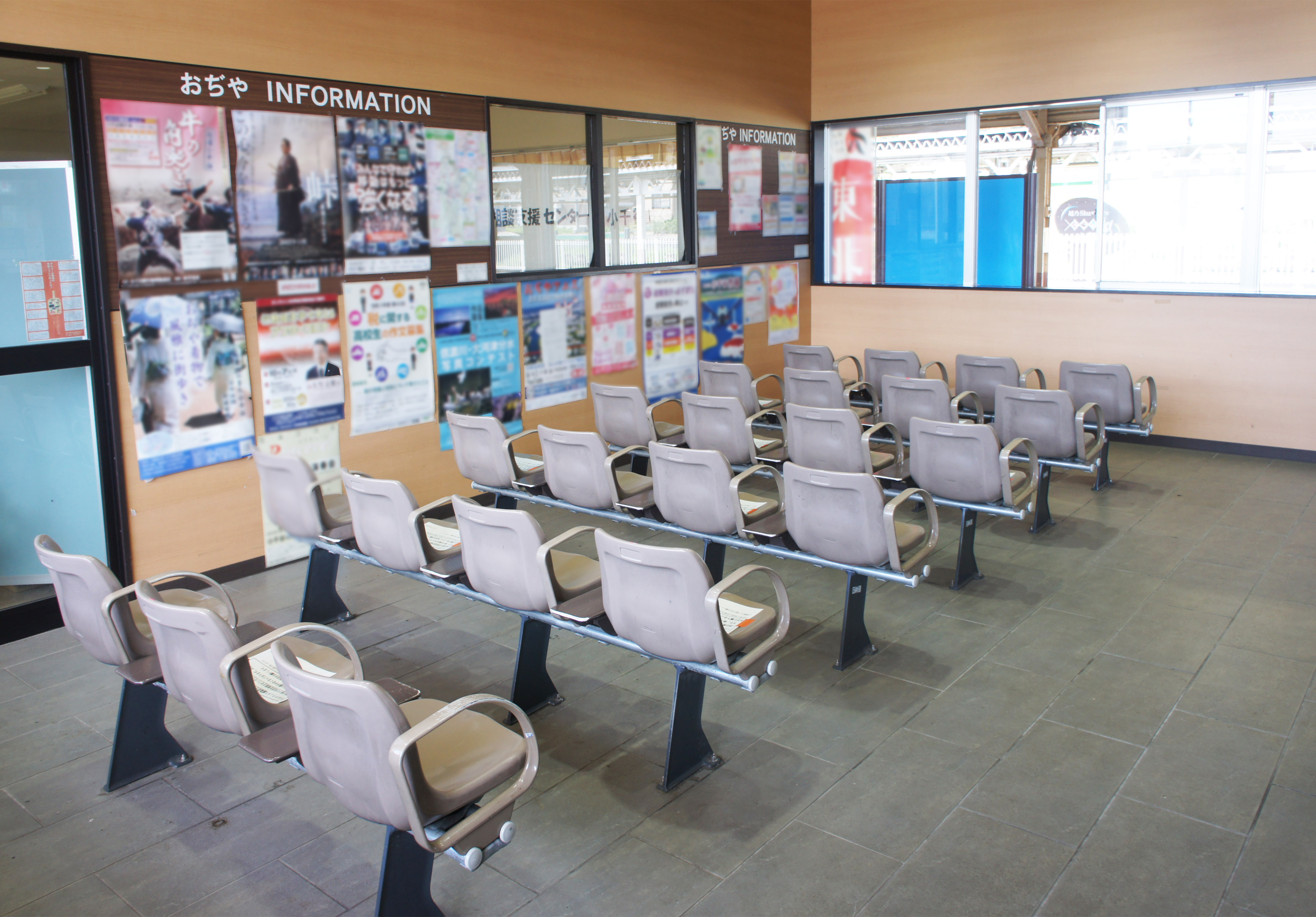
待合室（2021年9月）
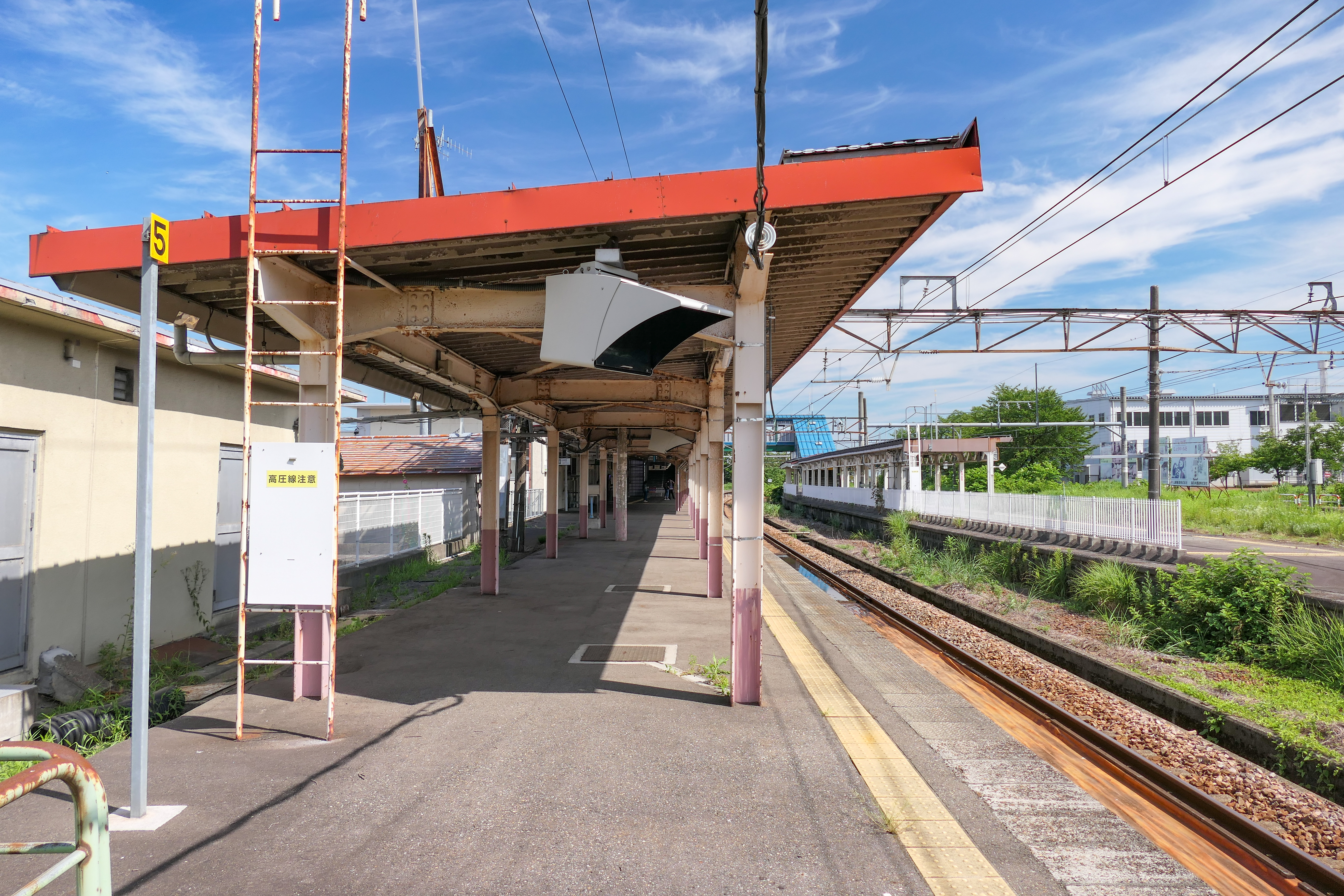
1番線ホーム（2022年7月）
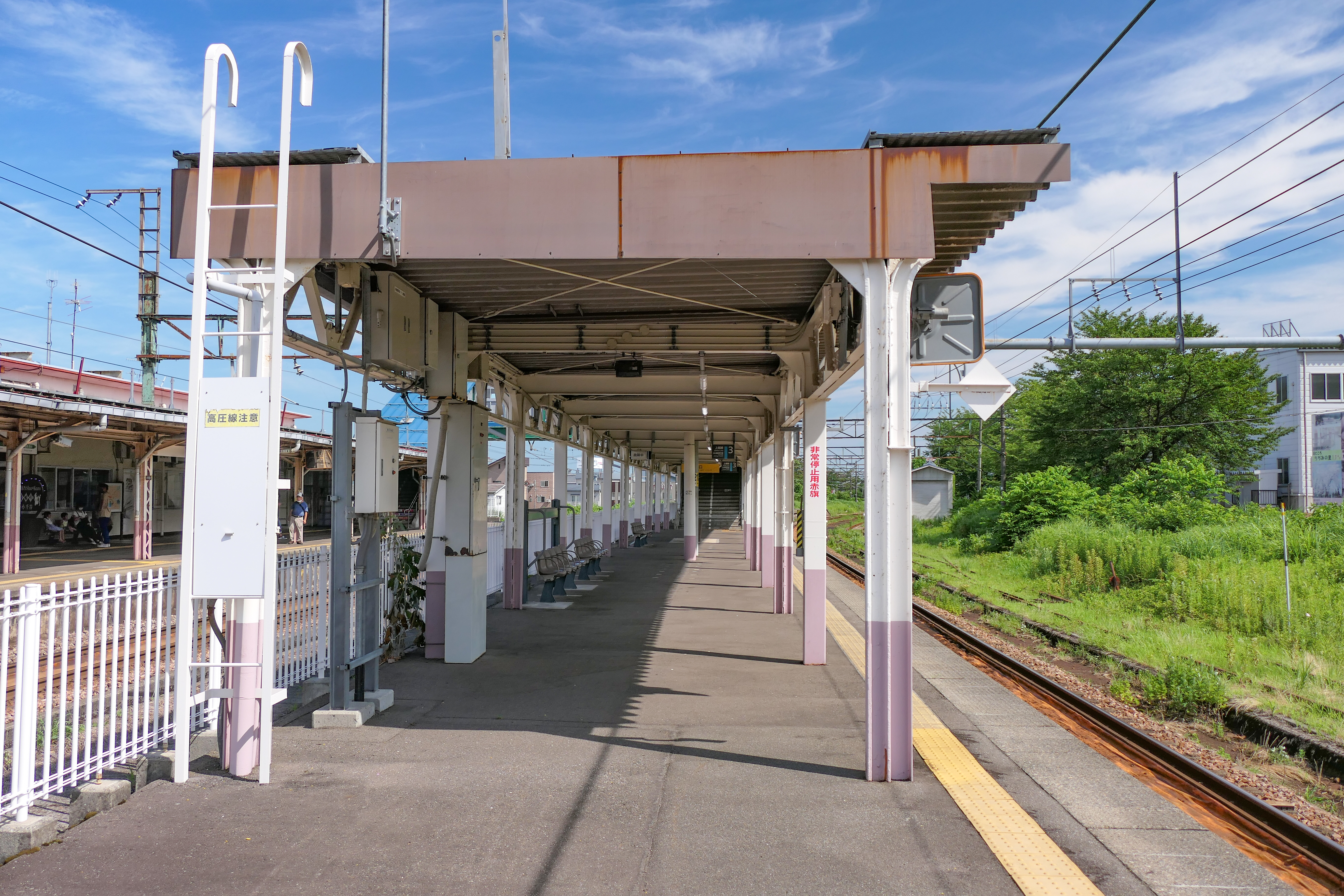
3番線ホーム（2022年7月）

## 利用状況
JR東日本によると、2023年度（令和5年度）の1日平均乗車人員は1,087人である。
2000年度（平成12年度）以降の推移は以下のとおりである。
| 1日平均乗車人員推移 | 1日平均乗車人員推移 | 1日平均乗車人員推移 | 1日平均乗車人員推移 | 1日平均乗車人員推移 |
| 年度                | 定期外              | 定期                | 合計                | 出典                |
| ------------------- | ------------------- | ------------------- | ------------------- | ------------------- |
| 2000年（平成12年）  |                     |                     | 1,293               | [ 利用客数 2 ]      |
| 2001年（平成13年）  |                     |                     | 1,256               | [ 利用客数 3 ]      |
| 2002年（平成14年）  |                     |                     | 1,211               | [ 利用客数 4 ]      |
| 2003年（平成15年）  |                     |                     | 1,210               | [ 利用客数 5 ]      |
| 2004年（平成16年）  |                     |                     | 1,064               | [ 利用客数 6 ]      |
| 2005年（平成17年）  |                     |                     | 1,082               | [ 利用客数 7 ]      |
| 2006年（平成18年）  |                     |                     | 1,122               | [ 利用客数 8 ]      |
| 2007年（平成19年）  |                     |                     | 1,123               | [ 利用客数 9 ]      |
| 2008年（平成20年）  |                     |                     | 1,157               | [ 利用客数 10 ]     |
| 2009年（平成21年）  |                     |                     | 1,175               | [ 利用客数 11 ]     |
| 2010年（平成22年）  |                     |                     | 1,209               | [ 利用客数 12 ]     |
| 2011年（平成23年）  |                     |                     | 1,198               | [ 利用客数 13 ]     |
| 2012年（平成24年）  | 252                 | 981                 | 1,233               | [ 利用客数 14 ]     |
| 2013年（平成25年）  | 261                 | 1,057               | 1,319               | [ 利用客数 15 ]     |
| 2014年（平成26年）  | 266                 | 967                 | 1,233               | [ 利用客数 16 ]     |
| 2015年（平成27年）  | 266                 | 1,008               | 1,274               | [ 利用客数 17 ]     |
| 2016年（平成28年）  | 269                 | 1,017               | 1,286               | [ 利用客数 18 ]     |
| 2017年（平成29年）  | 257                 | 1,024               | 1,282               | [ 利用客数 19 ]     |
| 2018年（平成30年）  | 266                 | 1,012               | 1,278               | [ 利用客数 20 ]     |
| 2019年（令和元年）  | 253                 | 955                 | 1,208               | [ 利用客数 21 ]     |
| 2020年（令和02年）  | 138                 | 925                 | 1,064               | [ 利用客数 22 ]     |
| 2021年（令和03年）  | 139                 | 872                 | 1,011               | [ 利用客数 23 ]     |
| 2022年（令和04年）  | 187                 | 878                 | 1,065               | [ 利用客数 24 ]     |
| 2023年（令和05年）  | 224                 | 863                 | 1,087               | [ 利用客数 1 ]      |

## 駅周辺
当駅は信濃川右岸側にある。小千谷市の中心市街地は左岸側にあり当駅からは離れている。なお、左岸側にはかつて国鉄魚沼線の西小千谷駅があった。
駅前には錦鯉をモチーフにした地下通路の入口がある。駅前から中心市街地にかけて伸びる国道291号の歩道には橋梁部（旭橋）などを除き、アーケードが架かる商店街（東大通、中央通など）が形成されている。
なお、駅前は2004年（平成16年）の新潟県中越地震で大きな打撃を受け、被災前に百軒程度あった店舗のうち十軒以上が数年間に閉店。駅前の一等地にあった旅館や喫茶店が被災して取り壊され更地になったほか、大手食品スーパーの原信駅前店も閉店した。
- 新潟県立小千谷高等学校
- 道の駅ちぢみの里おぢや

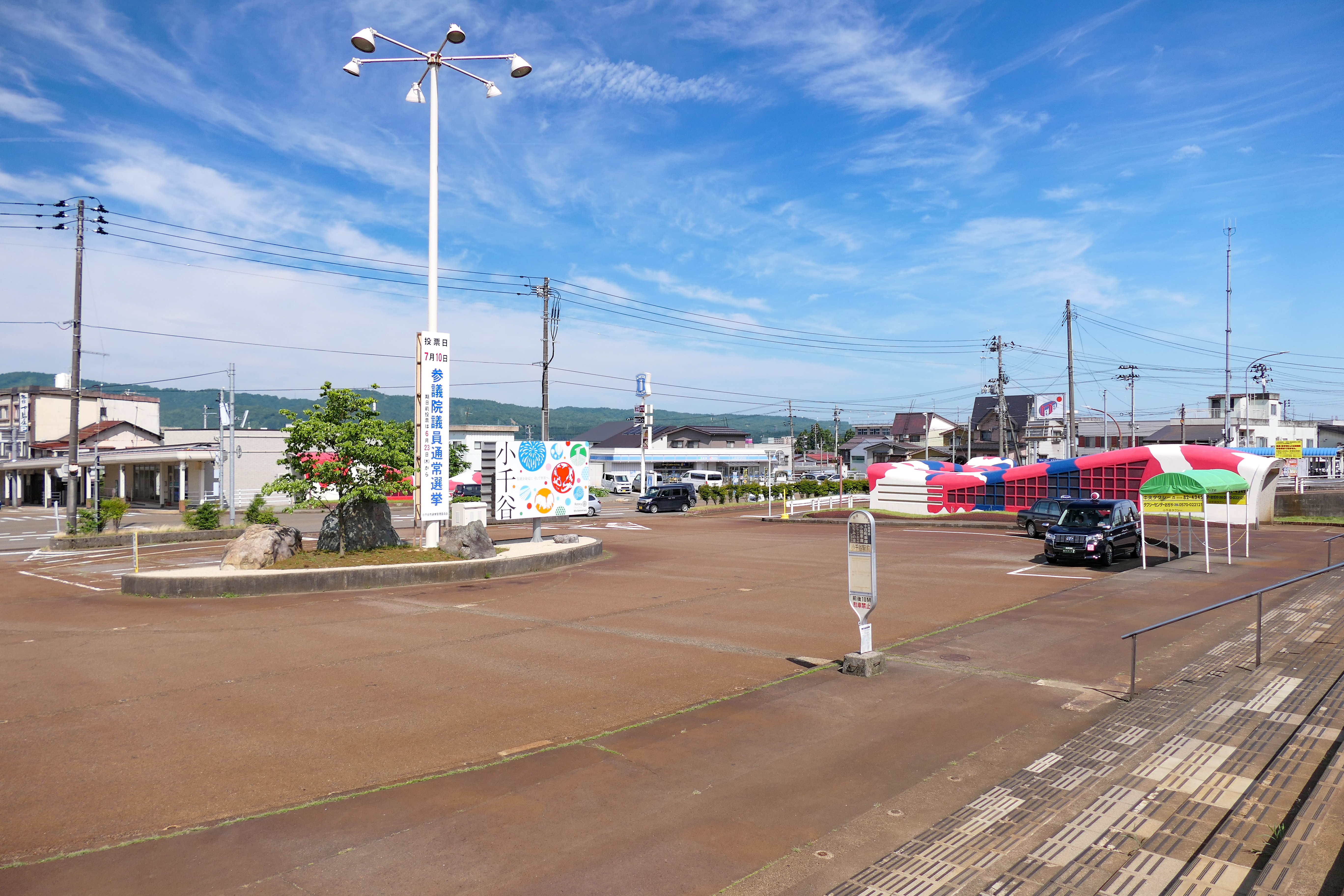
駅前ロータリー（2022年7月）
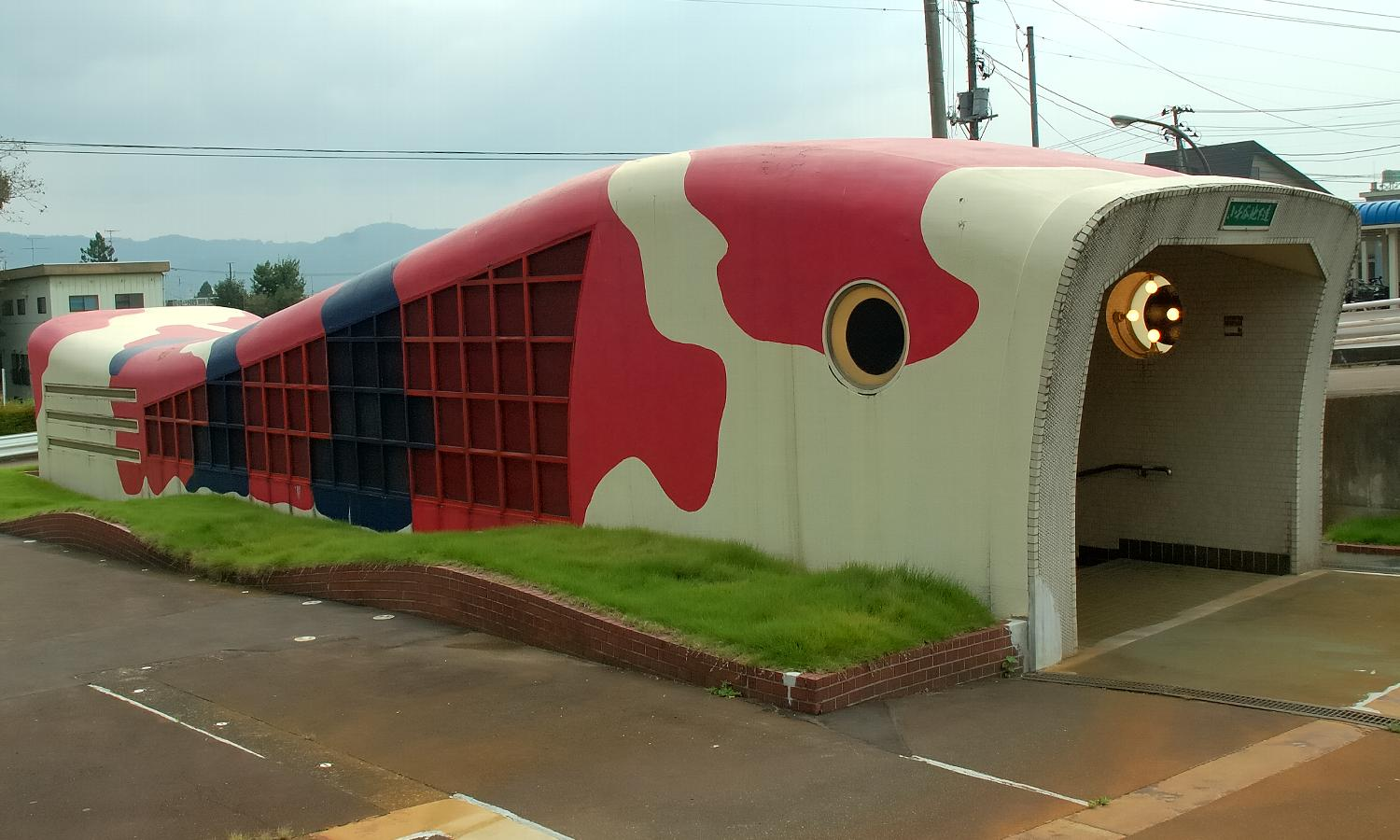
駅前の錦鯉をモチーフにした地下道（2005年9月）

## バス路線
ロータリー内に「小千谷駅前」、駅前交差点の西側すぐの場所に「小千谷駅角」のバス停がある。また、駅前交差点の南側すぐの場所には越後交通の小千谷営業所（小千谷車庫）がある。
小千谷駅前
- 川西・十日町車庫行き
- 小国車庫行き
- 循環（内回り・外回り）

小千谷駅角（上記のバスもすべて停車する）
- 新国道・長岡駅前行き
- （急行）片貝・長岡駅前行き
- 五辺・池津行き（平日のみ運行）
- 岩沢・川西・十日町車庫行き
- 小千谷インター行き
- 小出営業所行き（南越後観光バス）平日のみ運行
- 小千谷総合病院行き（越後交通・南越後観光バス）

## 隣の駅
東日本旅客鉄道（JR東日本）
■上越線
越後川口駅 - 小千谷駅 - 越後滝谷駅

### 記事本文
1. 1 2 3 4 5  石野哲 編『停車場変遷大事典 国鉄・JR編 Ⅱ』（初版）JTB、1998年10月1日、454-455頁。ISBN 978-4-533-02980-6。
2. 1 2 3 4 5   新潟県鉄道全駅 増補改訂版 P155. 新潟日報事業者. (2015-6-30)
3. ↑  『鉄道省告示第270号』昭和7年7月18日付官報第1664号
4. ↑  「長岡など11駅ホーム扛上」『交通新聞』交通協力会、1960年2月10日、1面。
5. ↑  『話の小窓』昭和35年10月5日読売新聞新潟読売B
6. ↑  『Suicaの一部サービスをご利用いただける駅が増えます』（PDF）（プレスリリース）東日本旅客鉄道、2013年11月29日。オリジナルの2021年1月5日時点におけるアーカイブ。2021年1月8日閲覧。
7. 1 2 3 4 5  “JR東日本：駅構内図・バリアフリー情報（小千谷駅）”.   東日本旅客鉄道. 2025年5月7日閲覧。
8. ↑  “新潟県警察ホームページ　-　警察本部・警察署のご案内【県内の警察署：小千谷警察署】”. www.police.pref.niigata.jp. 2019年7月9日閲覧。
9. 1 2  「重なる試練地震県苦悩と展望（2）加速する地方都市衰退―減る人口、解決には時間。」『日本経済新聞』2007年10月17日、22 地方経済面 新潟。
10. ↑  「原信、被災の３店閉鎖（新潟中越地震）」『日経MJ』2004年11月5日、5面。

### 利用状況
1. 1 2  “各駅の乗車人員（2023年度）”.   東日本旅客鉄道. 2024年7月21日閲覧。
2. ↑  “各駅の乗車人員（2000年度）”.   東日本旅客鉄道. 2019年4月12日閲覧。
3. ↑  “各駅の乗車人員（2001年度）”.   東日本旅客鉄道. 2019年4月12日閲覧。
4. ↑  “各駅の乗車人員（2002年度）”.   東日本旅客鉄道. 2019年4月12日閲覧。
5. ↑  “各駅の乗車人員（2003年度）”.   東日本旅客鉄道. 2019年4月12日閲覧。
6. ↑  “各駅の乗車人員（2004年度）”.   東日本旅客鉄道. 2019年4月12日閲覧。
7. ↑  “各駅の乗車人員（2005年度）”.   東日本旅客鉄道. 2019年4月12日閲覧。
8. ↑  “各駅の乗車人員（2006年度）”.   東日本旅客鉄道. 2019年4月12日閲覧。
9. ↑  “各駅の乗車人員（2007年度）”.   東日本旅客鉄道. 2019年4月12日閲覧。
10. ↑  “各駅の乗車人員（2008年度）”.   東日本旅客鉄道. 2019年4月12日閲覧。
11. ↑  “各駅の乗車人員（2009年度）”.   東日本旅客鉄道. 2019年4月12日閲覧。
12. ↑  “各駅の乗車人員（2010年度）”.   東日本旅客鉄道. 2019年4月12日閲覧。
13. ↑  “各駅の乗車人員（2011年度）”.   東日本旅客鉄道. 2019年4月12日閲覧。
14. ↑  “各駅の乗車人員（2012年度）”.   東日本旅客鉄道. 2019年4月12日閲覧。
15. ↑  “各駅の乗車人員（2013年度）”.   東日本旅客鉄道. 2019年4月12日閲覧。
16. ↑  “各駅の乗車人員（2014年度）”.   東日本旅客鉄道. 2019年4月12日閲覧。
17. ↑  “各駅の乗車人員（2015年度）”.   東日本旅客鉄道. 2019年4月12日閲覧。
18. ↑  “各駅の乗車人員（2016年度）”.   東日本旅客鉄道. 2019年4月12日閲覧。
19. ↑  “各駅の乗車人員（2017年度）”.   東日本旅客鉄道. 2019年4月12日閲覧。
20. ↑  “各駅の乗車人員（2018年度）”.   東日本旅客鉄道. 2019年7月16日閲覧。
21. ↑  “各駅の乗車人員（2019年度）”.   東日本旅客鉄道. 2020年7月12日閲覧。
22. ↑  “各駅の乗車人員（2020年度）”.   東日本旅客鉄道. 2021年7月24日閲覧。
23. ↑  “各駅の乗車人員（2021年度）”.   東日本旅客鉄道. 2022年8月7日閲覧。
24. ↑  “各駅の乗車人員（2022年度）”.   東日本旅客鉄道. 2023年7月11日閲覧。